# Das Rätsel von Zimmer 309
Das Rätsel von Zimmer 309 (Originaltitel: One New York Night) ist eine US-amerikanische Kriminalkomödie aus dem Jahr 1935 von Jack Conway mit Franchot Tone und Una Merkel in den Hauptrollen. Das Drehbuch basiert auf den Bühnenstücken Order Please von Edward Childs Carpenter und Sorry, You've Been Troubled von Walter Hackett.

## Handlung
Der Junggeselle Foxhall Ridgeway aus Wyoming checkt im eleganten Hotel Diplomat in New York ein, wo er eine geeignete junge Dame finden will, die er heiraten und auf seine Ranch mitnehmen kann. Im Zimmer neben nebenan checken der skrupellose Aktienhändler Arthur Carlisle und sein Assistent Kent ein, auf dessen Namen die Suite registriert wurde. Kurz nach seiner Ankunft erpresst Carlisle die schöne Gräfin Louise Broussiloff, ihn in seinem Zimmer zu einem privaten Rendezvous zu treffen. Louise, die Carlisle Geld für ihr Kleidergeschäft erhalten hat, wird von diesem angewiesen, ihm in sein Zimmer zu folgen, es sei denn, sie möchte, dass ihr Verlobter George Sheridan von ihrer Affäre mit ihm erfährt. Da sie keinen Ausweg sieht, folgt Louise Carlisle nach oben, doch zuvor weist sie ihre Freundin Phoebe, eine Telefonistin im Hotel, an, jedem, der nach ihrem Aufenthaltsort fragt, insbesondere George, zu sagen, dass sie im Hotel nicht gesehen wurde. 
Als der mittlerweile verzweifelte Foxhall die Hoteltelefone nutzt, um sich mit ehemaligen Freundinnen zu verabreden, wird er von der lauschenden Phoebe, die sich zu ihm hingezogen fühlt, verärgert. Als Louise aus Carlisles Zimmer zurückkehrt, versucht sie Phoebe zu sagen, dass ihr Erpresser tot ist, wird jedoch durch Georges Ankunft daran gehindert. Beim Essen mit George stellt Louise fest, dass ihr Armband fehlt. Sie entschuldigt sich, um Phoebe von dem Mord zu erzählen und sie zu bitten, das Armband zurückzuholen, bevor sie des Mordes verdächtigt wird. Foxhall entdeckt die Leiche und informiert den Hotelmanager Collis. Collis trifft Foxhall vor Carlisles Zimmer, beide müssen jedoch feststellen, dass die Leiche verschwunden ist. Sie befragen Kent, der bestreitet, die Leiche gesehen zu haben. Trotz aller Bemühungen, sich herauszuhalten, wird Foxhall in den Fall verwickelt, als Phoebe ihn anfleht, ihr bei der Suche nach dem Armband der Gräfin zu helfen. Mit dem Plan, Foxhall zum Schweigen zu bringen, verschwören sich Collis und Kent, um die Nachricht vom Tod des mächtigen Börsenmaklers bis nach Marktöffnung geheim zu halten, damit sie ein Vermögen machen können, indem sie seine gesamten Aktien verkaufen und sie anschließend günstig zurückkaufen, wenn sein Tod publik wird. 
Nachdem er erfolglos nach dem Armband gesucht hat, fragt Foxhall Louise, was in Carlisles Zimmer passiert ist. Sie erzählt ihm von den Plänen des Maklers, sie nach Südamerika zu bringen, und wie er sie angegriffen hat, als sie sich weigerte. Sie erzählt zudem, dass sie sich versteckte, als sie hörte, wie jemand an Carlisles Tür klopfte. Als sie sich wieder vorwagte, entdeckte sie seine Leiche. Foxhall glaubt, sein Leben sei in Gefahr und geht zu seinem Schrankkoffer, um seine Waffe zu holen. Als er ihn öffnet, fällt Carlisles Körper mit Louises Armband in der Tasche heraus. In diesem Moment gehen die Lichter aus und Foxhall wird angegriffen und niedergeschlagen. Als er das Bewusstsein wiedererlangt, findet er einen schwarzen Knopf, den er während des Handgemenges vom Mantel seines Angreifers abgerissen hat. Mit ihm kann er Kent als Mörder entlarven. Nachdem er das Rätsel gelöst hat, gibt Foxhall Louise das  Armband zurück und macht dann Phoebe einen Heiratsantrag, die sich bereit erklärt, ihn zu heiraten und mit ihm nach Wyoming zurückzukehren.

## Hintergrund
Gedreht wurde der Film vom 15. Februar bis zum 2. März 1935 in den MGM-Studios in Culver City. Am 5. April 1935 kam er in die US-Kinos.
Cedric Gibbons oblag die künstlerische Leitung. Lionel Banks und Edwin B. Willis waren für das Szenenbild zuständig. Verantwortlicher Toningenieur war Douglas Shearer.